# Himalteneriffia riccabonai
Himalteneriffia riccabonai (лат.) — вид хищных тромбидиформных клещей семейства Teneriffiidae из подотряда Prostigmata. Центральная Азия: Гималаи, северная Индия (Ладакх, в 50 км севернее города Лех).

## Описание
Микроскопического размера клещи (длина менее 1 мм). Длина идиосомы 780 мм, ширина — 480 мкм. Тазики ног с тремя или четырьмя щетинками. Коготки первой и второй пар ног развиты явно сильнее, чем на третьей и четвёртой парах ног (где коготки неявные). Количество коксальных щетинок на тазиках на ногах I—IV пар находится в соответствии со схемой 4-6-7-5. Дорзальный диск гладкий. Хищники, найдены на высоте в 5 000 м в Гималайских горах. Вид Himalteneriffia riccabonai Schmölzer, 2002 был впервые описан в 2002 году австрийским зоологом Карлом Шмёлзером (Dr. Karl Schmölzer, Австрия) и выделен в отдельный род Himalteneriffia Schmölzer, 2002. Видовое название H. riccabonai дано в честь профессора Норберта Риккабона (Prof .Dr. Norbert Riccabona), нашедшего типовую серию в Гималаях.